# Jean Balland
Jean Marie Julien Balland (ur. 26 lipca 1934 w Bué, zm. 1 marca 1998 w Lyonie), francuski duchowny katolicki, arcybiskup Reims i Lyonu, kardynał.

## Życiorys
Studiował w seminarium w Bourges, tam też przyjął święcenia kapłańskie 3 września 1961. Uzupełniał studia na Papieskim Uniwersytecie Gregoriańskim w Rzymie (uzyskał licencjaty z filozofii i teologii) oraz na paryskiej Sorbonie (doktoryzował się z filozofii i teologii). Pracował jako wykładowca seminariów w Bourges i Tours, wikariusz biskupi Cher, duszpasterz środowisk młodzieżowych. W latach 1980–1982 pełnił funkcję wikariusza generalnego archidiecezji Bourges.
6 listopada 1982 został mianowany biskupem Dijon, otrzymał sakrę 12 grudnia 1982 w Dijon z rąk Paula Vignancoura, arcybiskupa Bourges. W sierpniu 1988 przeszedł na stolicę arcybiskupią Reims, a w maju 1995 został arcybiskupem Lyonu i prymasem Francji w miejsce zmarłego kardynała Alberta Decourtraya. W latach 1992–1994 pełnił funkcję wizytatora apostolskiego seminariów francuskich.
21 lutego 1998 odebrał z rąk Jana Pawła II nominację kardynalską, z tytułem prezbitera San Pietro in Vincoli. Zmarł tuż po powrocie z uroczystości konsystorza i został pochowany w katedrze w Lyonie.